# Foro Baranga
 (mai 2024).
La mise en forme du texte ne suit pas les recommandations de Wikipédia : il faut le « wikifier ».
Les points d'amélioration suivants sont les cas les plus fréquents. Le détail des points à revoir est peut-être précisé sur la page de discussion.
- Les titres sont pré-formatés par le logiciel. Ils ne sont ni en capitales, ni en gras.
- Le texte ne doit pas être écrit en capitales (les noms de famille non plus), ni en gras, ni en italique, ni en « petit »…
- Le gras n'est utilisé que pour surligner le titre de l'article dans l'introduction, une seule fois.
- L'italique est rarement utilisé : mots en langue étrangère, titres d'œuvres, noms de bateaux, etc.
- Les citations ne sont pas en italique mais en corps de texte normal. Elles sont entourées par des guillemets français : « et ».
- Les listes à puces sont à éviter, des paragraphes rédigés étant largement préférés. Les tableaux sont à réserver à la présentation de données structurées (résultats, etc.).
- Les appels de note de bas de page (petits chiffres en exposant, introduits par l'outil «  Source ») sont à placer entre la fin de phrase et le point final[comme ça].
- Les liens internes (vers d'autres articles de Wikipédia) sont à choisir avec parcimonie. Créez des liens vers des articles approfondissant le sujet. Les termes génériques sans rapport avec le sujet sont à éviter, ainsi que les répétitions de liens vers un même terme.
- Les liens externes sont à placer uniquement dans une section « Liens externes », à la fin de l'article. Ces liens sont à choisir avec parcimonie suivant les règles définies. Si un lien sert de source à l'article, son insertion dans le texte est à faire par les notes de bas de page.
- La présentation des références doit suivre les conventions bibliographiques. Il est recommandé d'utiliser les modèles {{Ouvrage}}, {{Chapitre}}, {{Article}}, {{Lien web}} et/ou {{Bibliographie}}. Le mode d'édition visuel peut mettre en forme automatiquement les références.
- Insérer une infobox (cadre d'informations à droite) n'est pas obligatoire pour parachever la mise en page.

Pour une aide détaillée, merci de consulter Aide:Wikification.
Si vous pensez que ces points ont été résolus, vous pouvez retirer ce bandeau et améliorer la mise en forme d'un autre article.
Pour les articles homonymes, voir Baranga.
Foro Baranga ou Forbrenga (arabe : فوربرنقا) est une ville située dans l'état du Darfour-Occidental, au Soudan.

## Histoire
En avril 2007, après avoir combattu les rebelles de la Concorde nationale tchadienne (CNT) soutenus et équipés par Khartoum, l'armée tchadienne entre dans Foro Baranga avec des chars et attaque l'armée soudanaise. Les affrontements font, selon le Soudan, dix-sept morts dans les rangs soudanais, tuant notamment un colonel soudanais ainsi que le responsable local des services de renseignement.
Le 14 août 2011, les villageois de 20 villages proches de la ville de Foro Baranga manifestent devant le conseil municipal contre le manque de disponibilité de la nouvelle monnaie.
Une milice armée cambriole le tribunal de Foro Baranga, le bureau du Zakat Bureau et six magasins le 25 novembre 2013. Le 30 mars 2014 à minuit, un incendie détruit 18 maisons dans le quartier d'El Kifah. 
Le 29 mai 2021, une manifestation a lieu à Foro Baranga en réponse à la mort d'un homme tué sur le marché de Foro Baranga par un groupe armé inconnu. Les manifestants bloquent les routes principales et incendient des magasins du marché, des bureaux administratifs, la chambre de la Zakat et le bureau des impôts. Les forces de sécurité sont déployées pour apaiser les tensions. 
Un affrontement ethnique entre Masalits et Arabes a lieu à Foro Baranga les 10 et 11 avril 2023. Les milices incendient et pillent des maisons dans six quartiers. Cette attaque cause la mort de 25 personnes et le déplacement de 20 000 personnes. En réponse à ce conflit ethnique, le gouvernement du Darfour-Occidental impose un couvre-feu pendant deux semaines, de 19h00 à 7h00, à Foro Baranga. 

### Conflit au Soudan de 2023
Le 15 avril 2023, un affrontement entre les forces de soutien rapide entre les forces armées soudanaises a lieu à Foro Baranga. 

## Économie
Il y a un marché à Foro Baranga. Le marché est important pour le commerce des chameaux. 

## Santé
La santé des résidents de la ville est assurée par l'hôpital rural de Foro Baranga. 

## Population
D'après l'ONU, il y a en 2006 dans les secteurs de Foro Baranga et Habila 79 % d'Africains pour 21 % d'Arabes. En mai 2007, il y a 59 % d'Africains pour 41 % d'Arabes.